# 清峰綾香
清峰 綾香（きよみね あやか、1971年5月28日 - ）は、日本のAV女優。LINX所属。

## 略歴・人物
2016年9月、マドンナのレーベル「Obasan」の専属女優「金島裕子（かねしま ひろこ）」としてAVデビュー。
3作品に出演後、専属を離れ企画単体女優となり、2017年に引退。
2021年に「清峰綾香」として再デビュー。
神奈川県出身。趣味・特技は、生花・ヨガ・ゴルフ。

## 作品

### アダルトDVD
「金島裕子」名義
- 初撮りおばさんドキュメント（9月25日、マドンナ）
- 僕をこっそり誘惑する親戚の裕子おばさん（10月25日、マドンナ）
- 隣のおばさんは、透け下着がお好き。（11月25日、マドンナ）

- 元大手企業秘書 初アナル&初中出しW解禁!（3月13日、ヴィ）
- 未亡人とかつての同級生 〜慕情レズビアン〜（4月1日、U&K）
- 素人!!母娘ナンパ中出し!! 中出し!! Vol.7（4月27日、グラフィティジャパン）
- 元エリート秘書 下品な初糞解禁!（5月7日、オペラ）
- 嫁と姑のレズ相姦 第2章（5月27日、グラフィティジャパン）
- おばさん家庭教師 〜勉強も下半身の事も全て任せて下さい〜（6月20日、青春舎）
- 赤ふんレズビアン 食い込むマン肉! はみ出すマン毛! ふんどしエロチズム! 其の弐（7月1日、U&K）
- 塗糞解禁! 着物美人 スカトロ艶姿（7月7日、オペラ）
- 塗糞レズスカ美人妻（8月13日、オペラ）

「清峰綾香」名義
- 日帰り温泉 熟女色情旅 #026（9月24日、ゴーゴーズ）※「紗月(仮)」名義
- 旦那には絶対内緒なアナル狂い 奇跡の56歳（10月27日、MERCURY）※「K」名義
- 極上!!五十路奥さま初脱ぎAVドキュメント（11月2日、熟女JAPAN）※「澄川麻紀」名義
- 童貞中出し 初めては幼馴染の母親で中出し（12月9日、タカラ映像）

- 高身長でスタイル抜群の拘束されたいドM奥様が超敏感ボディでイキまくる!! あやか50歳（1月1日、五十路ん）
- 熟女の浮気は本気のSEX VOL.52（6月7日、花と蜜）※「金島裕子」名義
- 義理の息子 性欲の強い義理の息子にメロメロにされた義母（12月27日、タカラ映像）

### ネット配信
「清峰綾香」名義
- 『旦那とは10年以上セックスしてなくて、熟年離婚を考えています』と話す四十路奥様。明るいセカンドライフの幕開けにAV出演!離婚もセックスもヤル気満々のアグレッシブどエロ熟女!!! at 千葉県市川市 本八幡駅前（9月9日、KANBi）※「清美」名義
- 亜矢 45歳（9月29日、人妻パラダイスGOLD）※「亜矢」名義

- あやか（4月15日、熟蜜のヒミツ）